# Oxid olovičitý
Oxid olovičitý je tmavě hnědá krystalická nebo amorfní látka. Krystalická forma má tetragonální strukturu rutilového typu. V přírodě se velmi vzácně vyskytuje jako minerál plattnerit. Vzhledem k vysokému oxidačnímu stupni atomu olova je mimořádně silným okysličovadlem. I když je ve vodě jen málo rozpustný, je jedovatý.

## Příprava
Oxid olovičitý se obvykle připravuje z oxidu olovnato-olovičitého, ze kterého se dvojmocné olovo odstraní rozpouštěním ve formě dusičnanu olovnatého zředěnou kyselinou dusičnou a v reakční směsi zůstává prakticky nerozpustný oxid olovičitý v amorfní podobě
Pb3O4 + 4 HNO3 → PbO2 + 2 Pb(NO3)2 + 2 H2O.
Jinou možností je oxidace oxidu olovnatého působením chlornanu v silně alkalickém prostředí, např.
PbO + KClO → PbO2 + KCl.
Tavením směsi oxidu olovnatého s hydroxidem alkalického kovu (např. s hydroxidem sodným) vzniká nejprve příslušný olovnatan
PbO + 2 NaOH → Na2PbO2 + H2O,
který se okamžitě oxiduje vzdušným kyslíkem až na olovičitan
2 Na2PbO2 + O2 → 2 Na2PbO3.
Po rozpuštění ve vodě se mírným okyselením (např. velmi zředěnou kyselinou sírovou) uvolní nestálá kyselina olovičitá H2PbO3, resp. H4PbO4, jež se okamžitě rozpadá na vodu a oxid olovičitý
Na2PbO3 + H2SO4 → Na2SO4 + PbO2 + H2O.

## Chemické vlastnosti
Zahřátím na teplotu kolem 290 °C se rozkládá na oxid olovnatý a kyslík
2 PbO2 → 2 PbO + O2.
S koncentrovanými kyselinami poskytuje olovnaté soli a kyslík
2 PbO2 + 2 H2SO4 → 2 PbSO4 + 2 H2O + O2.
Se studenou kyselinou chlorovodíkovou poskytuje chlorid olovičitý
PbO2 + 4 HCl → PbCl4 + 2 H2O,
zatímco za tepla vzniká chlorid olovnatý a část chlorovodíku se oxiduje na volný chlor
PbO2 + 4 HCl → PbCl2 + Cl2+ 2 H2O.
S oxidem siřičitým reaguje exotermicky za vzniku síranu olovnatého
PbO2 + SO2 → PbSO4,
stejně tak oxiduje i elementární siru
4 PbO2 + S → 3 PbO + PbSO4
za vzniku značného množství tepla (proto se přidává spolu se sírou do hlaviček zápalek).
Se silnými zásadami, například hydroxidem draselným, vytváří komplexní soli
PbO2 + 2 KOH + 2 H2O → K2[Pb(OH)6],
v tomto případě hexahydroxoolovičitan draselný. Olovičitany jsou ve vodném roztoku nestálé a snadno se hydrolyzují zpět na hydroxid a kyselinu olovičitou, respektive oxid olovičitý.
Oxid olovičitý je tak silným oxidačním činidlem, zejména v kyselém prostředí, že například převádí dvojmocný mangan na sedmimocný; tak například za přítomnosti kyseliny dusičné z dusičnanu manganatého vzniká působením oxidu olovičitého kyselina manganistá
2 Mn(NO3)2 + 5 PbO2 + 6 HNO3 → 5 Pb(NO3)2 +2 HMnO4 + 2 H2O.
Významná elektrochemická reakce, v níž hraje nejdůležitější roli oxid olovičitý, probíhá při vybíjení a nabíjení olověného akumulátoru. Tuto reakci lze sumárně zapsat takto:
Pb + PbO2 + 2 H2SO4 ↔ 2 PbSO4 + 2 H2O.
Při vybíjení akumulátoru probíhá tato rovnice směrem doprava, při nabíjení směrem doleva (podrobnosti viz heslo olověný akumulátor).

## Použití
Používá se v chemickém a barvářském průmyslu a také při výrobě zápalek a pyrotechniky. Větší množství tohoto oxidu se používá jako vytvrzovací činidlo pro sulfidové polymery.

## Fyziologické působení
Při vdechnutí oxid olovičitý dráždí průdušky a plíce a v případě silného zasažení člověk pociťuje kovovou pachuť na sliznicích úst, bolesti na prsou a v krajině břišní. Při požití ústy dochází k otravám díky jeho rozpustnosti v kyselině solné, obsažené v žaludečních šťávách. Otrava se projevuje bolestmi a křečemi v žaludku, spojenými s nevolností až zvracením a bolestí hlavy. Akutní otrava vede k pocitu svalové ochablosti, úplné ztrátě apetitu, případně ke ztrátě vědomí a při velmi vysokých koncentrací olova v krevním oběhu až ke kómatu a případně i ke smrti. Na pokožce může vyvolat místní spáleniny.
Při dlouhodobém vystavení působení oxidu olovičitého může dojít k nahromadění olovnatých sloučenin v těle a časem se mohou vyvinout podobné příznaky jako při akutní otravě. Jinak se chronická otrava projevuje neklidem, zvýšenou dráždivostí, poruchami zraku, zvýšeným krevním tlakem. Obvykle se projevuje i šedivou barvou pokožky obličeje.
Osoby s poruchami ledvin, nervového systému nebo s kožními chorobami bývají k působení této látky na jejich organismus mnohem citlivější.
U laboratorních zvířat byla zjištěna karcinogenicita oxidu olovičitého; u lidí nebyla s jistotou prokázána. Prokázána byla také teratogenicita a podobně jako u jiných sloučenin olova může při chronických otravách docházet k poruchám reprodukčních schopností vedoucích až ke sterilitě.

## Ekologické účinky
Vzhledem k nepatrné, ale přesto existující rozpustnosti oxidu olovičitého ve vodě, je ve větším množství nebezpečný pro vodní organismy, v nichž se může hromadit a tak vnášet olovo do potravního řetězce.